# Bouleutikó
Le Bouleutikó (grec moderne : Βουλευτικό) est l'organe législatif grec permanent mis en place par la constitution de 1822 rédigée par l'Assemblée nationale d'Épidaure. Il devait siéger entre les sessions de l'Assemblée nationale (convoquée quelques semaines chaque année). Il faisait le pendant législatif des structures exécutives (Exécutif grec de 1822, Exécutif grec de 1823, Exécutif grec de 1824 et Commission exécutive grecque de 1826).
Très vite, des dissensions se développèrent entre les deux branches du pouvoir, amenant une guerre civile en 1824, remportée par le Bouleutikó et ses partisans.
En 1828, Ioánnis Kapodístrias le remplaça par le Panellínion.

## Création
La constitution de 1822 rédigée par l'Assemblée nationale d'Épidaure mit en place une forte séparation des pouvoirs. Le législatif fut confié à un Bouleutikó élu pour un an par l'ensemble des électeurs. Il proposait et votait les lois, ainsi que les déclarations de guerre et les traités de paix et il votait le budget du pays. Il avait un droit de veto sur les actes de l'exécutif qui avait en retour un veto sur les lois du Bouleutikó.
En 1822, Dimítrios Ypsilántis fut nommé à sa tête, avec Petrobey Mavromichális comme vice-président. Ses membres furent désignés parmi ceux de l'Assemblée nationale d'Épidaure.
L'Assemblée nationale d'Astros en avril 1823 déclara que les principes de la constitution de 1822 restaient inchangés mais des révisions eurent lieu. Alors que les membres de l'Exécutif de 1822 avaient été désignés par l'Assemblée tout entière, les cinq membres de l'Exécutif de 1823 seraient nommés par le Bouleutikó. De même, le veto de l'Exécutif sur les décisions du Bouleutikó ne serait plus que suspensif. Le législatif prenait l'ascendant sur l'exécutif. Le nouveau président fut Ioánnis Orlándos. Le Bouleutikó tenta de jouer les équilibres politiques entre les différentes factions dans ses nominations à l'Exécutif, sans vraiment y réussir.

## Guerre civile
Cependant, après s'être installés à Tripolizza, Bouleutikó et Exécutif se rendirent compte que les équilibres étaient trop précaires. Devant les menaces de Theódoros Kolokotrónis de convoquer une nouvelle assemblée dans son fief de Karýtena, le Bouleutikó décida de le nommer au dernier poste vacant dans l'Exécutif, au grand mécontentement des représentants des îles à qui celui-ci avait été promis. Si Kolokotrónis accepta, le répit ne fut que de courte durée. Les tensions s'accrurent même entre Bouleutikó et Exécutif. Orlándos qui n'avait jamais fait l'unanimité démissionna en juillet 1823. Le Bouleutikó se choisit alors comme nouveau président Aléxandros Mavrokordátos qui était pourtant ministre et relevait donc de l'Exécutif. Il y avait donc infraction à la séparation des pouvoirs. Après avoir dans un premier temps accepté, Mavrokordátos finit par refuser le poste. Pourtant, le Bouleutikó continua à le considérer comme son président. Cette nomination mécontenta l'Exécutif qui y vit une tentative du législatif de s'approprier un de ses membres les plus efficaces.
En août 1823, le Bouleutikó et l'Exécutif quittèrent Tripolizza pour Salamine. Les divisions entre les différentes factions politiques se focalisaient de plus en plus sur ces deux organismes. Ils finirent par se séparer définitivement. En octobre 1823, l'Exécutif quitta Salamine pour Nauplie, où il se plaça sous la protection des troupes de Kolokotrónis, tandis que le Bouleutikó s'installait à Argos,.
En novembre, le conflit se porta sur les prérogatives constitutionnelles de chacune des institutions. Le ministre des Finances, relevant de l'Exécutif, Charalámbos Perroúkas avait décrété un monopole étatique sur le sel (et donc une augmentation de son prix). Face à cette mesure impopulaire, le Bouleutikó décida de révoquer le ministre. L'Exécutif argua que le Bouleutikó n'avait plus le quorum des deux-tiers requis (onze de ses 60 membres étaient passés dans le camp de l'Exécutif et d'autres s'étaient tout simplement enfuis), sa décision n'était pas légale. En réaction, le Bouleutikó considéra que les membres de l'Exécutif étaient trop souvent absents pour que le quorum y fût aussi respecté. Le 7 décembre, la rupture définitive eut lieu. Le Bouleutikó révoqua le ministre Perroúkas et le membre de l'Exécutif Andréas Metaxás, et nomma des membres de son parti à ces postes qu'il considérait désormais vacants. Les troupes de Kolokotronis firent irruption à Argos, dispersèrent ses membres, pillèrent leurs maisons et tentèrent de s'emparer des archives. Le Bouleutikó (moins les députés soutenant le camp de Kolokotronis) se réfugia alors sous la protection des îles d'armateurs (Hydra et Spetses) en s'installant au bout de la péninsule de l'Argolide, à Kranídi,.
À Kranídi, le Bouleutikó nomma un nouvel Exécutif et appela à de nouvelles élections pour remplacer ses membres passés à l'« ennemi ». En face, l'« ancien » Exécutif refusa sa dissolution tandis que les membres du Bouleutikó qui l'avaient rejoint appelaient aussi à de nouvelles élections pour s'adjoindre de nouveaux membres. Début 1824, il y avait donc en Grèce deux Exécutifs et deux Bouleutikó « croupion ».
En mars 1824, les troupes du Bouleutikó de Kranídi reprirent Argos où il s'installa à nouveau puis les forteresses de Corinthe, Tripolizza et Nauplie tombèrent. Passés en position de force, ce Bouleutikó et ses fidèles furent de plus en plus considérés comme le « gouvernement légitime » tandis que les fidèles de l'ancien Exécutif autour de Kolokotrónis devenaient les « rebelles ». En juin, un compromis fut trouvé mettant fin à la guerre civile (ce qui allait bientôt être la première guerre civile), remportée par le Bouleutikó et son nouvel Exécutif. Le Bouleutikó installa la nouvelle capitale et son gouvernement à Nauplie et décida une amnistie générale. Cependant, il ne semblait pas pressé de convoquer de nouvelles élections qui auraient mis fin à son pouvoir.

## Tentatives de réforme et disparition
Pour des raisons aussi liées au défaites militaires, les élections de 1825 ne purent se tenir. Ce ne fut finalement qu'au printemps 1826 que se réunit la troisième Assemblée nationale grecque. La chute de Missolonghi poussa l'assemblée, qui siégeait alors à Épidaure à créer une nouvelle structure gouvernementale qui serait plus efficace. L'Exécutif fut remplacé par une Commission gouvernementale et le Bouleutikó devint une Commission législative.
Finalement, l'Assemblée se réunit une dernière fois à Trézène de mars à mai 1827. Elle décida de confier le pouvoir exécutif à un Président : Ioánnis Kapodístrias. Le Bouleutikó aurait pris une nouvelle forme sur le modèle du Sénat américain, renouvelé par tiers chaque année, afin d'être plus stable que les assemblées précédentes. Le gouvernement serait responsable devant celui-ci et le Président ne pourrait exercer qu'un veto suspensif.
Dès son arrivée en Grèce en janvier 1828, Ioánnis Kapodístrias avait obtenu de ce Bouleutikó réformé les pleins-pouvoirs et la suspension de la constitution. Il le remplaça alors par le Panellínion.